# 亚德利·史密斯
亚德利·史密斯（英語：Yeardley Smith，1964年7月3日—）是一位获得了艾美奖的美国女演员和配音演员，动画系列《辛普森一家》中的莉萨·辛普森也许是她最为知名的配音角色。